# Parc de afaceri
Un parc de afaceri sau un parc de birouri este o zonă de teren în care sunt grupate multe clădiri de birouri.
Parcurile de afaceri sunt adesea dezvoltate în locații suburbane, unde costurile terenurilor și clădirilor sunt mai ieftine. De asemenea, tind să fie situate în apropierea autostrăzilor sau a drumurilor principale, pentru un acces ușor.